# Code Blue
Code Blue (jap. コード・ブルー -ドクターヘリ緊急救命- Kōdo Burū: Dokutā Heri Kinkyū Kyūmei) – japońska drama nadawana na kanale Fuji TV. Emitowana była od 3 lipca 2008 do 12 września 2008 roku, składa się z 22 odcinków. Opowiada o życiu personelu ratownictwa medycznego. Sezon 1 emitowany był na antenie Fuji TV w każdy czwartek o 22:00. Sezon 2 został wyemitowany w 2010 roku: od 11 stycznia 2010 do 22 maja 2010, emitowany w poniedziałki o 21:00.

## Fabuła
System ratownictwa, opierający się na wysyłaniu helikoptera medycznego do wypadków w celu zapewnienia jak najszybszej opieki, został zalegalizowany w Japonii w czerwcu 2007 roku. Pewnego dnia, do szpitala trafia czwórka młodych lekarzy, którzy zetkną się z trudnymi sytuacjami, będą musieli poradzić sobie ze swoimi ambicjami, a także poznają kruchość życia. Jednak dzięki tym wszystkim wydarzeniom, dorosną psychicznie oraz zdobędą spore doświadczenie.

## Obsada
- Tomohisa Yamashita jako Kōsaku Aizawa
- Yui Aragaki jako Megumi Shiraishi
- Erika Toda jako Mihoko Hiyama
- Higa Manami jako Saejima Haruka
- Yōsuke Asari jako Kazuo Fujikawa
- Kiyoshi Kodama jako Yoshiaki Tadokoro
- Manami Higa as Haruka Saejima
- Masanobu Katsumura jako Tadashi Morimoto
- Ryō jako Mitsui Kanna
- Toshirō Yanagiba jako Shūji Kuroda
- Susumu Terajima jako Hisashi Kaji (pilot)
- Tetta Sugimoto jako Akira Saijo
- Shinji Hiwatashi as Yasuyuki Anzai

## Nagrody
58 gala Nagród Japońskiej Akademii Telewizyjnej
- najlepsza reżyseria: Nishiura Masaki, Hayama Hiroki

## Code Blue SP
10 stycznia 2009 roku został wyemitowany odcinek specjalny, którego akcja dotyczy katastrofy kolejowej, a także wypadku jednego ze stażystów. Odcinek trwał prawie 2 godziny, a procent telewidzów, którzy go oglądali wynosił ponad 23%.

### Fabuła
Aizawa, Shiraishi, Hiyama, Fujikawa i siostra Saejima wracają do pracy po zawieszeniu, które było karą za ich zachowanie podczas wypadku w tunelu (ostatni odcinek sezonu). W tym samym czasie dr Kuroda składa swoją rezygnację. Kiedy do szpitala dociera informacja w wykolejeniu się pociągu w Chibie, interniści stają przed trudnym zadaniem - czy będą w stanie sobie poradzić bez nadzory Kurody?

## Code Blue 2

### Fabuła
Minęło półtora roku odkąd Aizawa, Shiraishi, Hiyama, Fujikawa rozpoczęli szkolenie. Tylko trzy miesiące dzielą ich od zakończenia programu szkoleniowego, jednak muszą podjąć trudne decyzje, które zaważą na ich karierze i życiu prywatnym. Aizawa, którego babcia przebywa w domu starości, zaczyna mieć wątpliwości  dotyczące jego obowiązków i nie może się skupić na swojej przyszłości. Shiraishi nie może zapomnieć o przeszłości. Z jej winy doszło do wypadku w którym dr Kuroda stracił rękę. Pojawia się nowy lekarz - Tachibana Keisuke. Jego zadaniem została ocena młodych lekarzy, która to zdecyduje o ich losie.

### Obsada
- Tomohisa Yamashita jako Kōsaku Aizawa
- Yui Aragaki jako Megumi Shiraishi
- Erika Toda jako Mihoko Hiyama
- Higa Manami jako Saejima Haruka
- Yōsuke Asari jako Kazuo Fujikawa
- Kiyoshi Kodama jako Yoshiaki Tadokoro
- Masanobu Katsumura jako Tadashi Morimoto
- Susumu Terajima jako Hisashi Kaji (pilot)
- Yūi Ryōko jako Seiko Todoroki
- Tetta Sugimoto jako Akira Saijo
- Ryō jako Mitsui Kanna
- Kippei Shiina jako Keisuke Tachibana
- Ayami Kakiuchi jako Nurse Tsuji
- HILUMA jako Daisuke Sonoda
- Kaori Shima jako Kinue Aizawa